# Приёр, Жан-Луи
Жан-Луи Приёр, прозванный Младшим (фр. Jean-Louis Prieur le jeune; 1759, Париж — 7 мая 1795, Париж) — французский живописец и рисовальщик-карикатурист. Член большой семьи французских художников. Сын рисовальщика-орнаменталиста и гравёра Жана-Луи Приёра Старшего (1732—1795).

## Семья художников Приёр
Приёр — распространённая фамилия в истории французского искусства. Известны скульптор Бартелеми Приёр (1536—1611) из семьи гугенотов в Берзьё, Поль Приёр (Ле Приёр, ок. 1620—?) — живописец по эмали, Этьен-Луи Приер (ок. 1718—?), скульптор и чеканщик по металлу, а также его потомки и ученики. Жан-Луи Приер (1732—1795), прозванный Старшим (Jean Louis Prieur l’Aîné), сын изготовителя вееров, и племянник краснодеревщика Жозефа де Сен-Жермена, был скульптором и рисовальщиком-орнаменталистом.
Жан-Луи Приёр Старший работал в «большом стиле» Людовика XIV, соединяющем элементы классицизма и барокко. Был известен как скульптор, бронзовщик, литейщик, чеканщик и мебельный мастер. Известно, что в 1766 году он выполнял заказы королевского двора в Варшаве.
Известны и другие художники по фамилии Приёр: Аман-Перфе Приёр — архитектор-декоратор, рисовальщик и гравёр французского неоклассицизма. Работал в Париже в 1793—1804 годах. Известен тем, что в 1800—1804 годах гравировал и издавал проекты архитекторов, представляемые на Большую премию (Grand Prix) Парижской Академии архитектуры.

## Биография Жана-Луи Приёра Младшего
Приёр Младший работал под влиянием рисовальщиков и гравёров Шарля-Николя Кошена Младшего и Жана-Мишеля Моро. Воодушевлённый идеями французской революции, он сделал более шестидесяти зарисовок, или «Исторических картин» (Tableaux historiques): штурм дворца Тюильри 10 августа 1792 года, взятие Бастилии и другие. Ныне эти рисунки хранятся в парижском музее Карнавале. В сентябре 1793 года Приёр был избран присяжным заседателем революционного трибунала.
После разгрома восстания арестован и гильотинирован на Гревской площади 7 мая 1795 года, всего через день после смерти отца.
Жан-Луи Приёр Младший послужил Анатолю Франсу в качестве прототипа персонажа, художника Эвариста Гамлена в его романе «Боги жаждут» (1912). Один из залов Музея Французской революции в Шато Визиль носит имя Жан-Луи Приёра.

## «Исторические картины» Великой французской революции.ОфортыП. Г. Бертопо рисункам Ж.-Л. Приёра. 1802

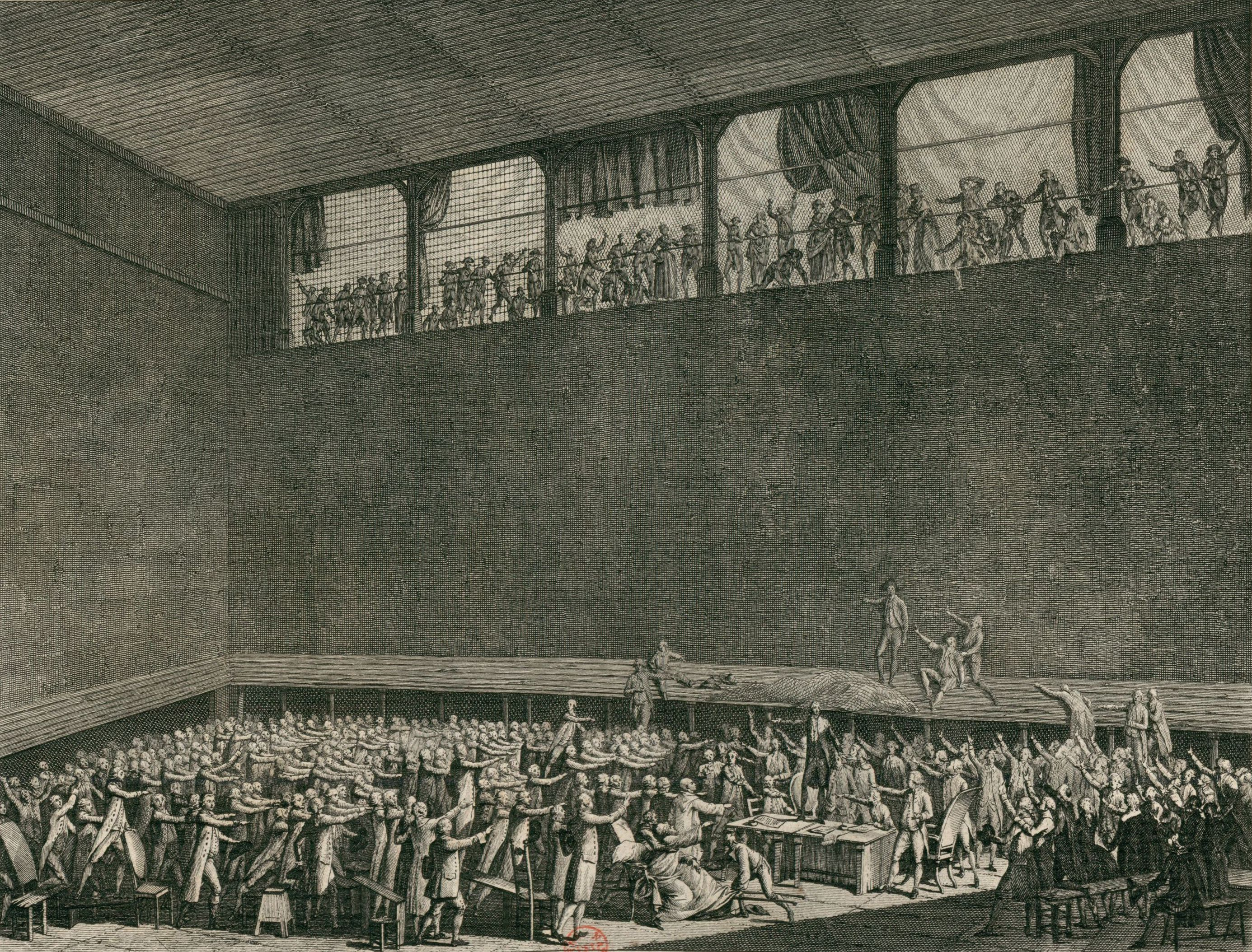
Клятва в зале для игры в мяч в Версале 20 июня 1789 года
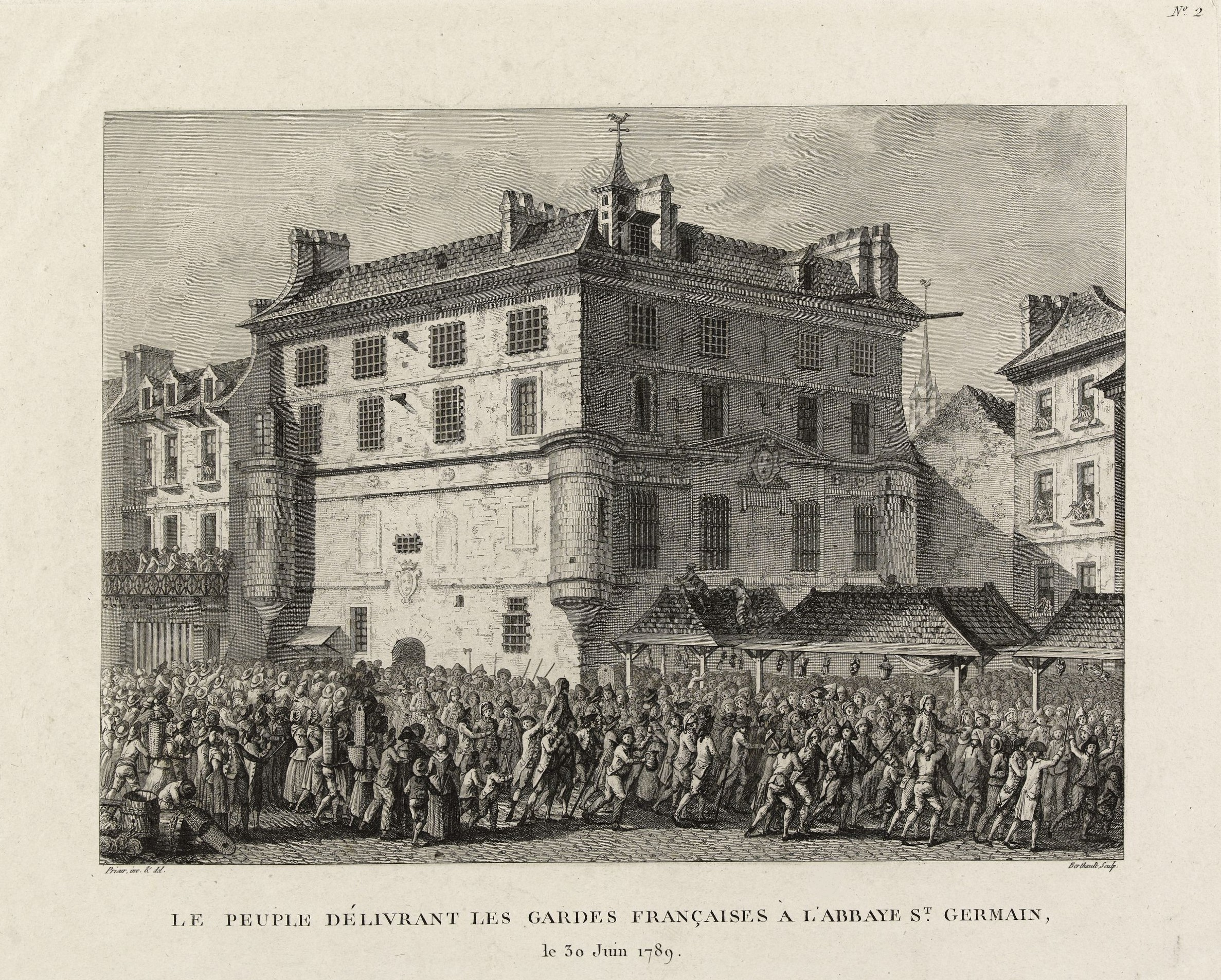
Народ освобождает французских стражников в аббатстве Сен-Жермен 30 июня 1789 года
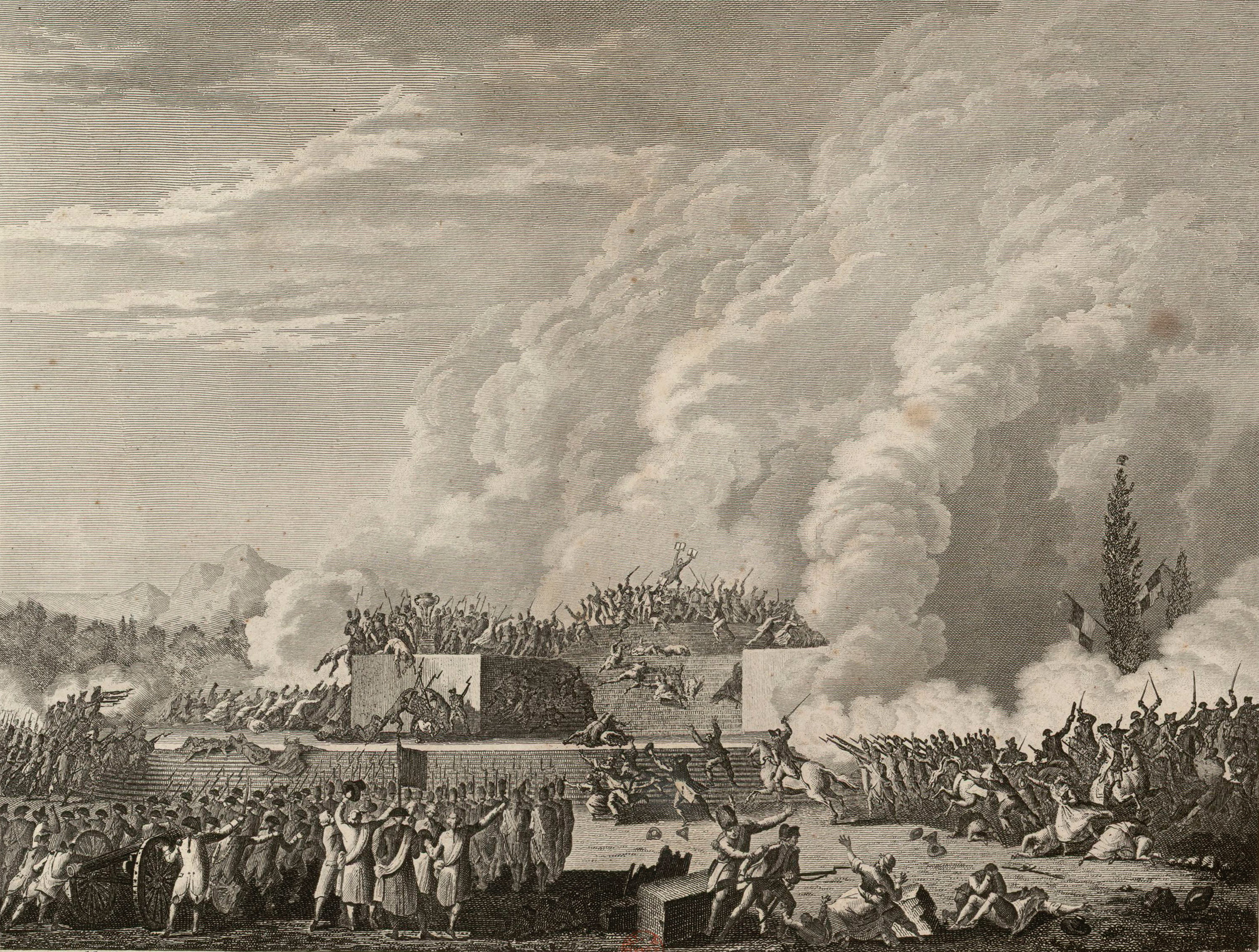
Расстрел на Марсовом поле 17 июля 1791 года
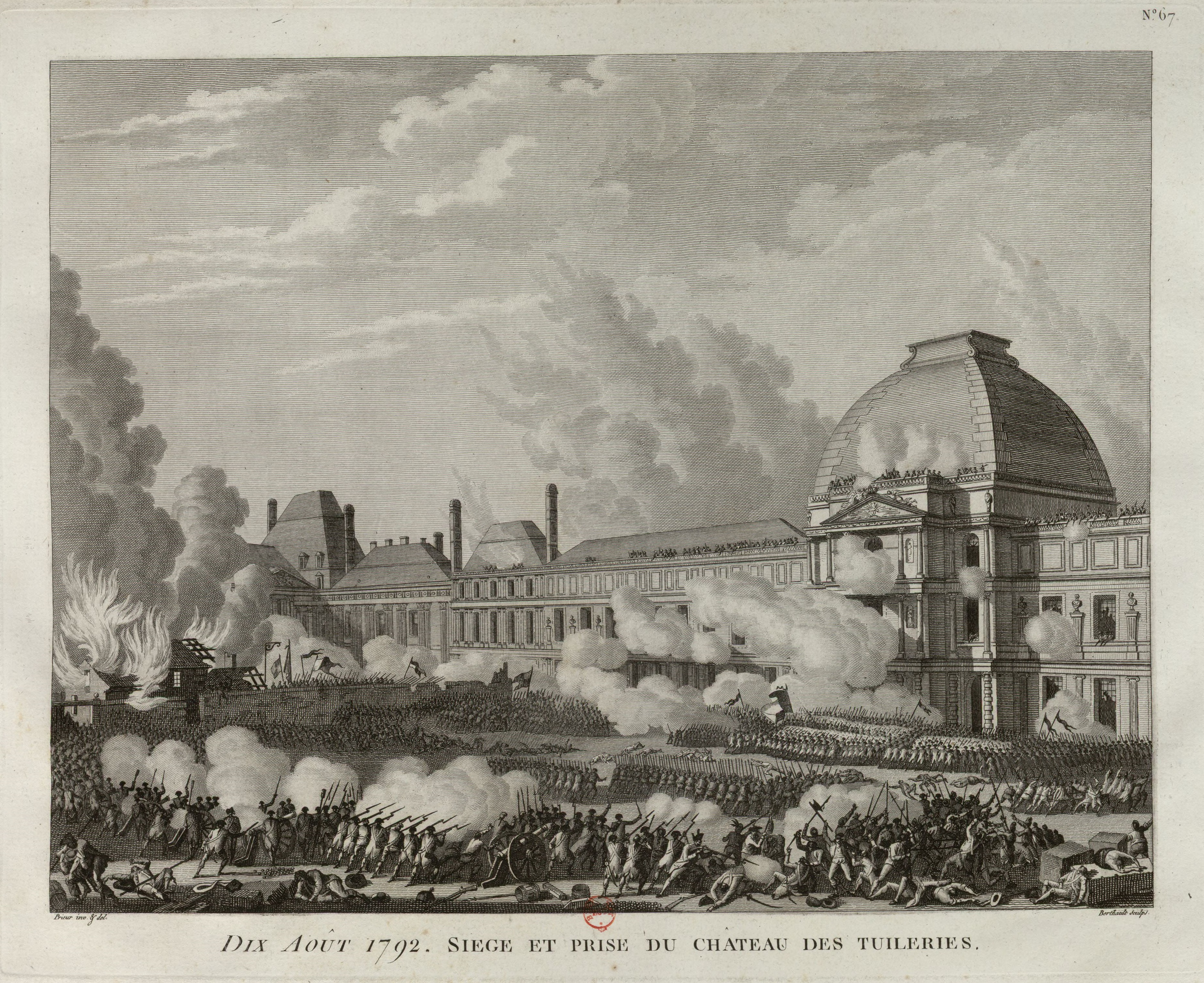
Осада и взятие дворца Тюильри 10 августа 1792 года
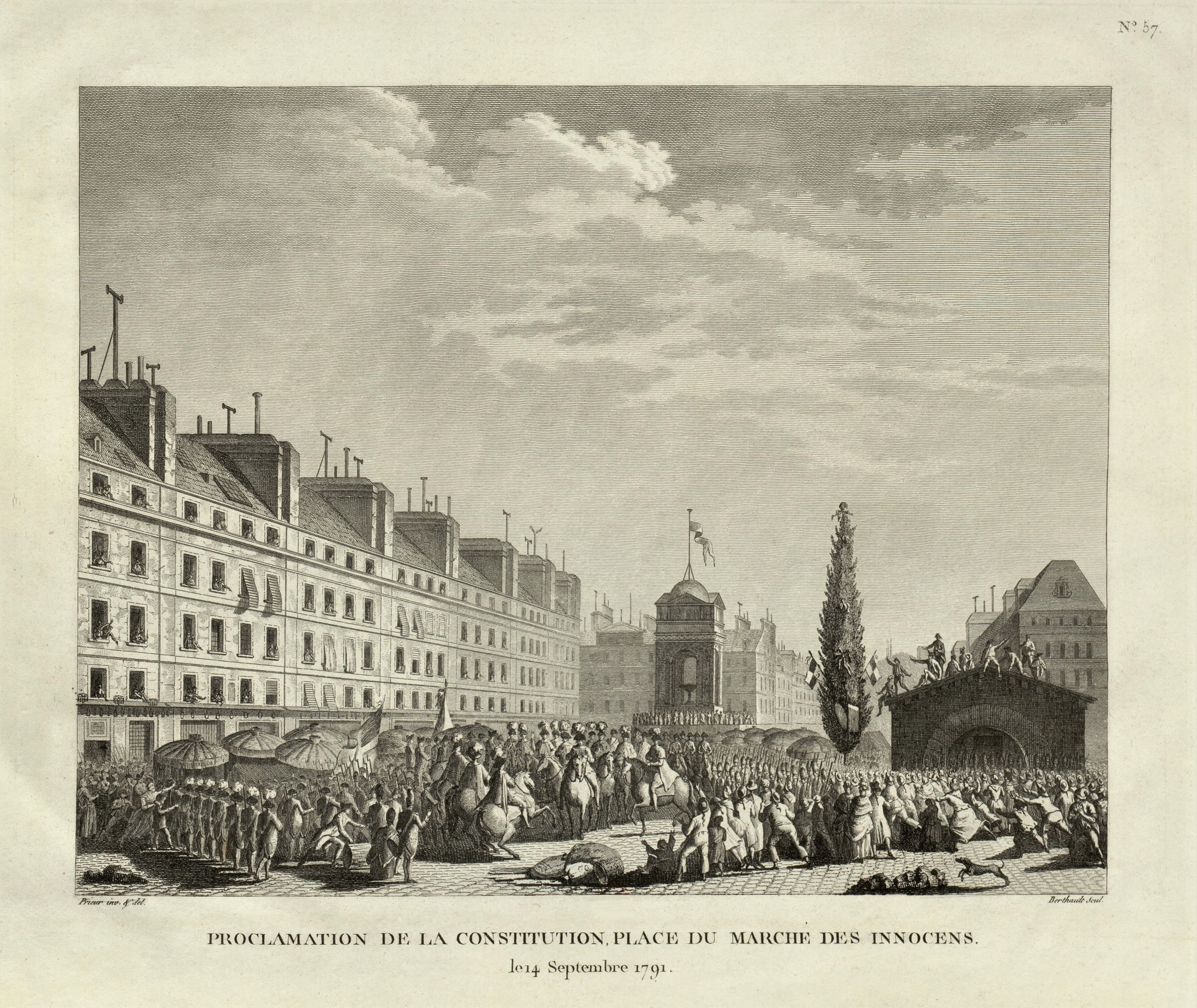
Провозглашение Конституции на Площади Невинных
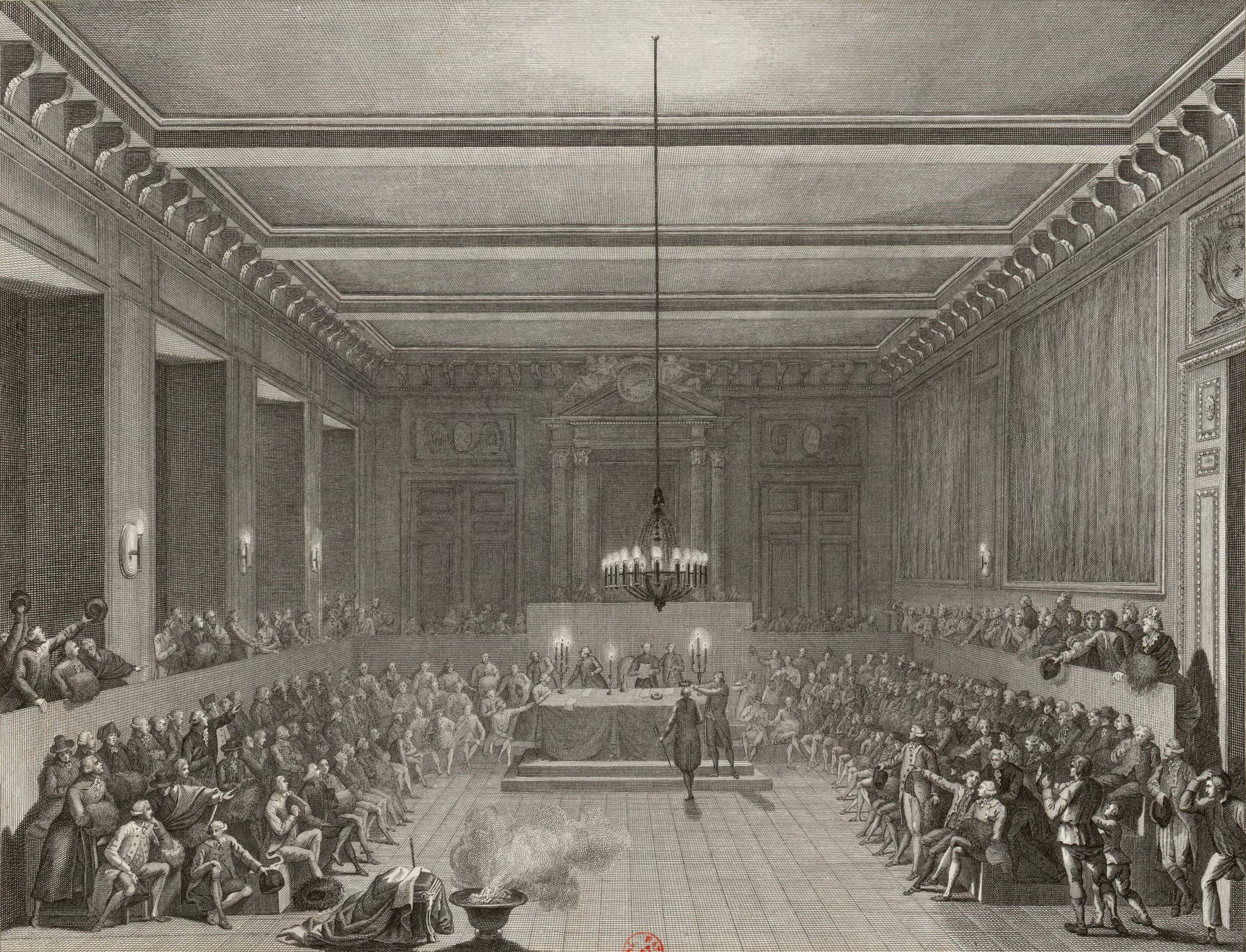
Парижская Коммуна награждает мечом и гражданской короной